# 神楽岡通
神楽岡通（かぐらおかどおり）は、京都市の南北の通りの一つ。北は今出川通から、南は神楽坂通まで至り、全ての区間が左京区内に収まる。
吉田山（神楽岡）の東麓に沿って通じる。全長約0.9キロ。

## 概要
吉田山東麓に町が開けたのは大正末期の事であり、古くは吉田山東道と称されていた。
1927年（昭和2年）に都市計画道路として、南の延長である広道（ひろみち）まで開通し、両者を一体として岡崎通とする計画が立てられた。翌年には広道とともに名前が岡崎通に改称されている。しかし両者を結ぶ中間の区間は開通せず、都市計画道路としては廃止となった。現在は未成区間を挟んで北の区間にあたるこの通りを神楽岡通、南を岡崎通と称し、両者は別の道として扱われることがほとんどである。
北端の今出川通より500メートルほどの区間は片側一車線が確保されており、都市計画道路であった名残を感じさせるが、それより南の区間では急に道幅が狭くなる。
沿道は住宅街であり、民家や商店のほか、豪邸も立ち並ぶ。

## 沿道の主な施設
- 世界救世教黎明教会
- 後一条天皇菩提樹院陵
- 陽成天皇神楽岡東陵
- 京都川上服飾専門学校
- 吉田山荘

## 交差する道路
- 今出川通（京都府道101号銀閣寺宇多野線）
- 神楽坂通